# IFK Norrköping
Maillots
Actualités
Dernière mise à jour : 6 janvier 2024.
Le IFK Norrköping (nom complet : Idrottsföreningen Kamraterna Norrköping) est un club de football suédois basé à Norrköping, créé le 29 mai 1897.

## Histoire
L'âge d'or du club se déroule dans les années 1940 à 1960, notamment sous la direction de l'entraîneur hongrois Lajos Czeizler (1942–1948), avec comme joueurs majeurs Gunnar Nordahl et Nils Liedholm. Norrköping domine le football suédois au point de remporter le championnat de Suède à onze reprises en vingt ans. Un douzième titre est remporté en 1989. Le club a également gagné six fois la Coupe de Suède. 
Norrköping a longtemps nourrit une grande rivalité avec l'IK Sleipner, l'autre grand club local qui a disparu des plus hautes divisions aujourd'hui. Ses rivaux régionaux sont aujourd'hui plutôt Åtvidabergs FF et Örebro SK.
Le club est entraîné depuis décembre 2010 par Janne Andersson et évolue en 2011 en première division du championnat. 
Le 31 octobre 2015, après une dernière victoire à Malmö FF, Norrköping remporte le championnat, 26 ans après son dernier titre de champion.  

## Bilan sportif

### Palmarès
- Championnat de Suède (13)
  - Champion : 1943, 1945, 1946, 1947, 1948, 1952, 1956, 1957, 1960, 1962, 1963, 1989 et 2015.
  - Vice-champion : 1953, 1958, 1959, 1961, 1966, 1984, 1990, 1991, 1992, 1993 et 2018

- Coupe de Suède (6)
  - Vainqueur : 1943, 1945, 1969, 1988, 1991 et 1994
  - Finaliste : 1944, 1953, 1967, 1972, 2017

- Supercoupe de Suède (1)
  - Vainqueur : 2015

- International football cup
  - Finaliste : 1966

### Bilan européen

#### Bilan
| Compétition              | M  | V  | N  | D  | BP | BC | Diff. |
| ------------------------ | -- | -- | -- | -- | -- | -- | ----- |
| Ligue des champions (C1) | 14 | 3  | 5  | 6  | 18 | 25 | -7    |
| Coupe des coupes (C2)    | 16 | 6  | 3  | 7  | 27 | 24 | +3    |
| Ligue Europa (C3)        | 30 | 13 | 8  | 9  | 39 | 32 | +7    |
| Total                    | 60 | 22 | 16 | 22 | 84 | 81 | +3    |

#### Résultats
Légende
- Victoire ou qualification pour le tour suivant
- Match nul
- Défaite ou élimination de la compétition

Note : dans les résultats ci-dessous, le score du club est toujours donné en premier
| Saison    | Compétition               | Tour                | Club                     | Domicile | Extérieur | Total             |
| --------- | ------------------------- | ------------------- | ------------------------ | -------- | --------- | ----------------- |
| 1956-1957 | Coupe des clubs champions | Huitièmes de finale | ACF Fiorentina           | 0 - 1    | 1 - 1     | 1 - 2             |
| 1957-1958 | Coupe des clubs champions | Huitièmes de finale | Étoile rouge de Belgrade | 2 - 2    | 1 - 2     | 3 - 4             |
| 1962-1963 | Coupe des clubs champions | Seizièmes de finale | FK Partizani Tirana      | 2 - 0    | 1 - 1     | 3 - 1             |
| 1962-1963 | Coupe des clubs champions | Huitièmes de finale | Benfica Lisbonne         | 1 - 1    | 1 - 5     | 2 - 6             |
| 1963-1964 | Coupe des clubs champions | Seizièmes de finale | Standard de Liège        | 2 - 0    | 0 - 1     | 2 - 1             |
| 1963-1964 | Coupe des clubs champions | Huitièmes de finale | AC Milan                 | 1 - 1    | 2 - 5     | 3 - 6             |
| 1968-1969 | Coupe des coupes          | Seizièmes de finale | Crusaders FC             | 4 - 1    | 2 - 2     | 5 - 2             |
| 1968-1969 | Coupe des coupes          | Huitièmes de finale | FK Lyn                   | 3 - 2    | 0 - 2     | 3 - 4             |
| 1969-1970 | Coupe des coupes          | Seizièmes de finale | Sliema Wanderers FC      | 5 - 1    | 0 - 1     | 5 - 2             |
| 1969-1970 | Coupe des coupes          | Huitièmes de finale | FC Schalke 04            | 0 - 0    | 0 - 1     | 0 - 1             |
| 1972-1973 | Coupe UEFA                | 32es de finale      | UT Arad                  | 2 - 0    | 2 - 1     | 4 - 1             |
| 1972-1973 | Coupe UEFA                | Seizièmes de finale | Inter Milan              | 2 - 2    | 0 - 2     | 2 - 4             |
| 1978-1979 | Coupe UEFA                | 32es de finale      | Hibernian FC             | 0 - 0    | 2 - 3     | 2 - 3             |
| 1982-1983 | Coupe UEFA                | 32es de finale      | Southampton FC           | 0 - 0    | 2 - 2     | 2E - 2            |
| 1982-1983 | Coupe UEFA                | Seizièmes de finale | AS Rome                  | 1 - 0    | 0 - 1     | 1 - 1 (3 - 5 tab) |
| 1988-1989 | Coupe des coupes          | Seizièmes de finale | Sampdoria de Gênes       | 2 - 1    | 0 - 2     | 2 - 3             |
| 1990-1991 | Coupe UEFA                | 32es de finale      | 1. FC Cologne            | 0 - 0    | 1 - 3     | 1 - 3             |
| 1991-1992 | Coupe des coupes          | Seizièmes de finale | AS La Jeunesse d'Esch    | 4 - 0    | 2 - 1     | 6 - 1             |
| 1991-1992 | Coupe des coupes          | Huitièmes de finale | AS Monaco                | 1 - 2    | 0 - 1     | 1 - 3             |
| 1992-1993 | Coupe UEFA                | 32es de finale      | Torino FC                | 1 - 2    | 0 - 1     | 1 - 3             |
| 1993-1994 | Coupe UEFA                | 32es de finale      | FC Malines               | 0 - 1    | 1 - 1     | 1 - 2             |
| 1994-1995 | Coupe des coupes          | Tour préliminaire   | FK Viktoria Žižkov       | 3 - 3    | 0 - 1     | 3 - 4             |
| 2000-2001 | Coupe UEFA                | Tour préliminaire   | GÍ Gøta                  | 2 - 1    | 2 - 0     | 4 - 1             |
| 2000-2001 | Coupe UEFA                | Premier tour        | FC Slovan Liberec        | 2 - 2    | 1 - 2     | 3 - 4             |
| 2016-2017 | Ligue des champions       | Premier tour Q      | Rosenborg BK             | 3 - 2    | 1 - 3     | 4 - 5             |
| 2017-2018 | Ligue Europa              | Premier tour Q      | FC Pristina              | 5 - 0    | 1 - 0     | 6 - 0             |
| 2017-2018 | Ligue Europa              | Deuxième tour Q     | FK Trakai                | 2 - 1    | 1 - 2     | 3 - 3 (3 - 5 tab) |
| 2019-2020 | Ligue Europa              | Premier tour Q      | St. Patrick's Athletic   | 2 - 1    | 2 - 0     | 4 - 1             |
| 2019-2020 | Ligue Europa              | Deuxième tour Q     | FK Liepāja               | 2 - 0    | 1 - 0     | 3 - 0             |
| 2019-2020 | Ligue Europa              | Troisième tour Q    | Hapoël Beer-Sheva        | 1 - 1    | 1 - 3     | 2 - 4             |

## Personnalités du club

### Anciens joueurs
- Kennet Andersson
- Kristoffer Arvhage (sv)
- Tomas Brolin
- Lars Eriksson
- Marcus Falk-Olander (en)
- Mathias Florén
- Bengt Gustavsson
- Åke Johansson
- Andreas Johansson
- Torbjörn Jonsson (en)
- Henry Källgren
- Ove Kindvall
- Emir Kujović
- Nils Liedholm
- Gunnar Nordahl
- Knut Nordahl
- Björn Nordqvist
- Bengt Nyholm (en)
- Viktor Rönneklev (en)
- Linus Wahlqvist
- Anders Whass (sv)
- David Wiklander
- Daniel Bamberg (en)
- Imad Khalili
- Eirik Dybendal (sv)
- Morten Skjønsberg
- Gunnar Heidar Thorvaldsson
- Bruno Santos